# Guerre des Yamasee
 (mars 2013).
Si vous disposez d'ouvrages ou d'articles de référence ou si vous connaissez des sites web de qualité traitant du thème abordé ici, merci de compléter l'article en donnant les références utiles à sa vérifiabilité et en les liant à la section « Notes et références ».
La guerre des Yamasee (également appelée guerre des Yemassee) fut un conflit entre 1715 et 1717 qui opposa les colons britanniques de la Province de Caroline du Sud à différentes tribus amérindiennes, dont les Yamasee, les Muscogee, les Cherokees, les Chicachas, les Catawba, les Apalaches, les Apalachicolas, les Yuchis, certains Shawnees, les Congarees (en), les Waxhaw (en), les Pee Dee (en), les Cape Fear (en) et les Cheraw (en). Certains de ces groupes amérindiens jouèrent un rôle mineur dans la guerre, mais d'autres organisèrent de massives attaques contre la Caroline du Sud dans le but de détruire la colonie. 

## Déroulement
Les Amérindiens tuèrent des centaines de colons et détruisirent de nombreux établissements. Abandonnant les frontières coloniales, les Caroliniens fuirent et trouvèrent refuge à Charles Town, qui connut bientôt une importante famine. La survie de la Province de Caroline du Sud fut même remise en question en 1715, mais en 1716, les Britanniques reprirent l'avantage lorsque les Cherokees s'allièrent avec les colons contre les Creeks, leurs ennemis traditionnels. Le dernier principal ennemi autochtone de la colonie fut vaincu en 1717, ce qui confère une paix fragile à la Caroline du Sud.
La guerre fut l'un des conflits les plus violents et destructeurs de l'Amérique du Nord coloniale depuis la guerre du Roi Philip. Il fut l'un des plus importants conflits qui opposèrent en Amérique du Nord des tribus amérindiennes à une colonie européenne. La Caroline du Sud fut pendant un temps au bord de la destruction totale, et environ 7 % des colons britanniques de la province furent tués. La situation géopolitique des colonies espagnoles, britanniques et françaises, tout comme celle des tribus amérindiennes du Sud-Est américain, fut radicalement modifiée. De plus, la guerre et ses suites contribuèrent à l'émergence de nouvelles confédérations indiennes : les Creeks et les Catawba.